# Museu Municipal Ângelo Rosa de Moura
O Museu Municipal Ângelo Rosa de Moura ou Casarão (como é conhecido popularmente) é uma instituição histórica e cultural da cidade de Porangatu. Anteriormente, serviu como um centro de comércio, a Casa Jaguatirica, que era de propriedade do ex-prefeito Ângelo Rosa de Moura.

## História da Casa Jaguatirica

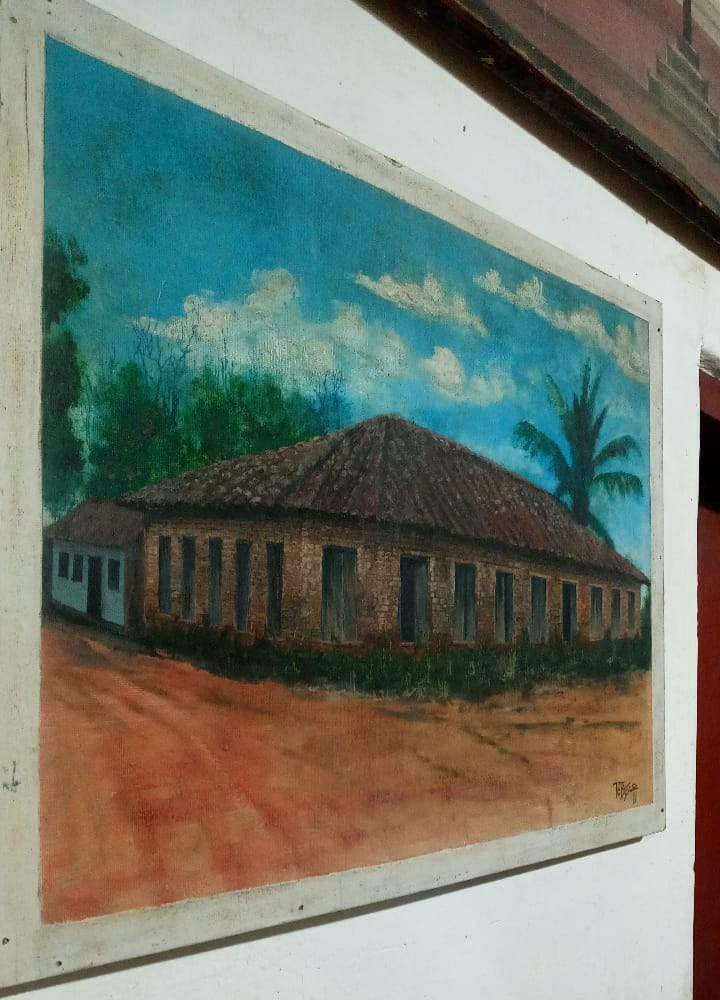
Representação artística, do Museu quando era a loja Casa Jaguatirica.

Em 1940, o comerciante tocantinense Ângelo Rosa de Moura, vindo de Anápolis , construiu um comércio de secos e molhados. Dentre a variedade de itens vendidos, estava a pele da onça jaguatirica, o que acabou popularizando o nome Casa Jaguatirica. O local é feito de adobe, possui 14 portas e 2 janelas, dada singularidade do local para as atividades comerciais da região. Rosa viajava a cavalo semanalmente até Amaro Leite e Corumbá, as principais fontes de abastecimento do distrito do Descoberto da Piedade. No local, as principais celebrações e festividades da cidade ocorriam. Inclusive as duas festas de posse de Ângelo.

## Compra da Casa Jaguatirica pela Prefeitura

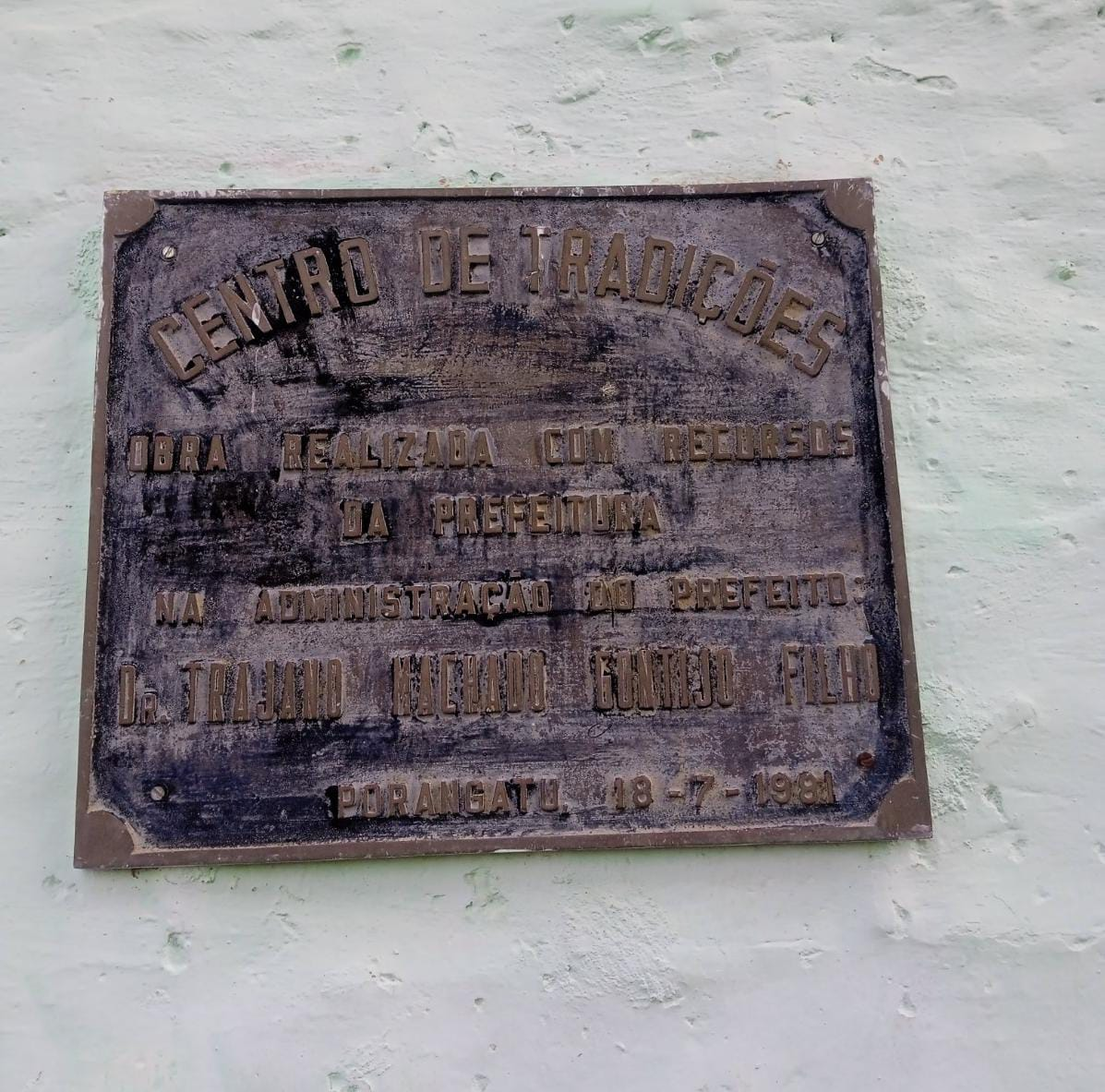
Placa do Museu e Centro de Tradições, datando sua fundação.

Em 1970, o ex-prefeito e proprietário do local faleceu e a Casa Jaguatirica havia se tornado depósito de velharias e seu declínio datava a década de 1960.  Entretanto, a pedidos de professores e políticos, o prefeito Trajano Machado Gontijo Filho comprou o prédio da viúva de Ângelo Rosa, Maria Martins de Moura, no ano de 1980, uma década após a morte do marido dessa. As reformas tiveram fim no ano seguinte, valendo ressaltar a  contratação do artista plástico Eddie Pacheco para reformar a estrutura, e a participação da professora, política e primeira-dama da época, Ana Braga. Em seguida, o museu foi inaugurado juntamente com o Centro de tradições da cidade.
Com muitas reformas estruturais, aberturas e fundos enviados do Governo Federal, o museu permanece conservado e permanece aberto à visitação até os dias de hoje. Embora seja preciso dizer que, o diagnóstico museológico de 2014 de estudantes da UFPEL, aponta falhas estruturais e problemas sobre o uso dos recursos.

## Acervo histórico do Casarão

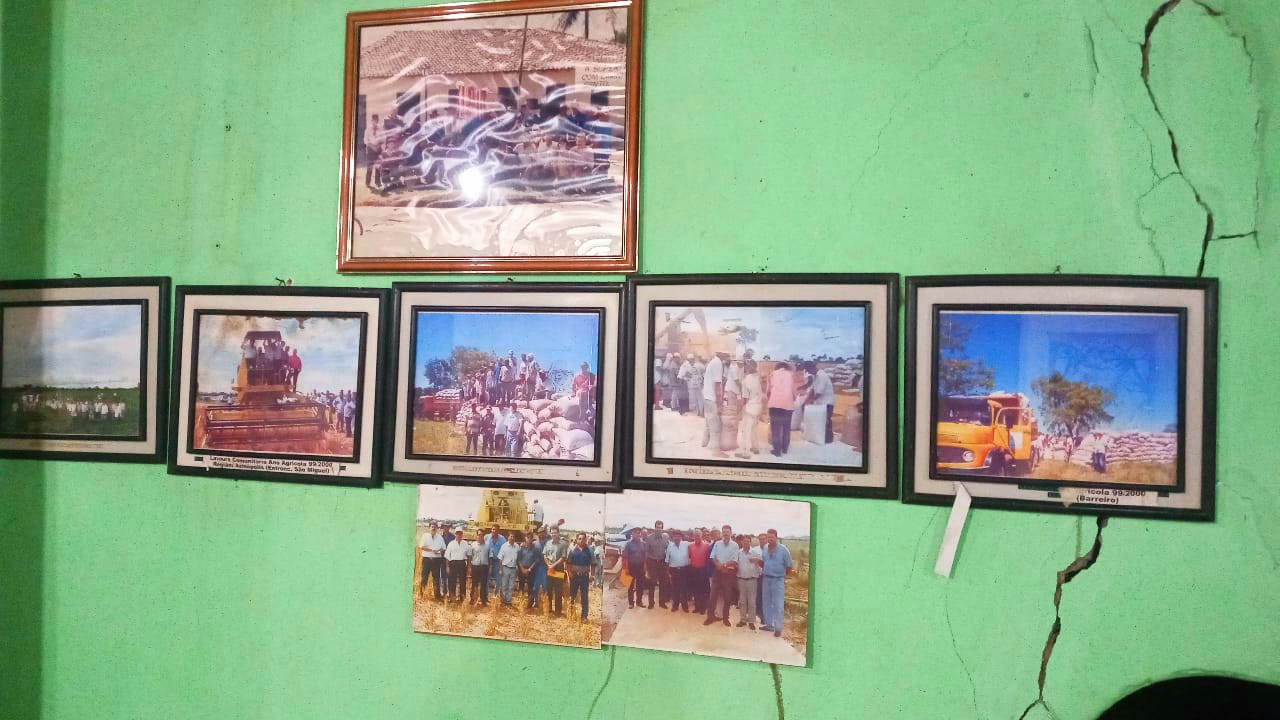

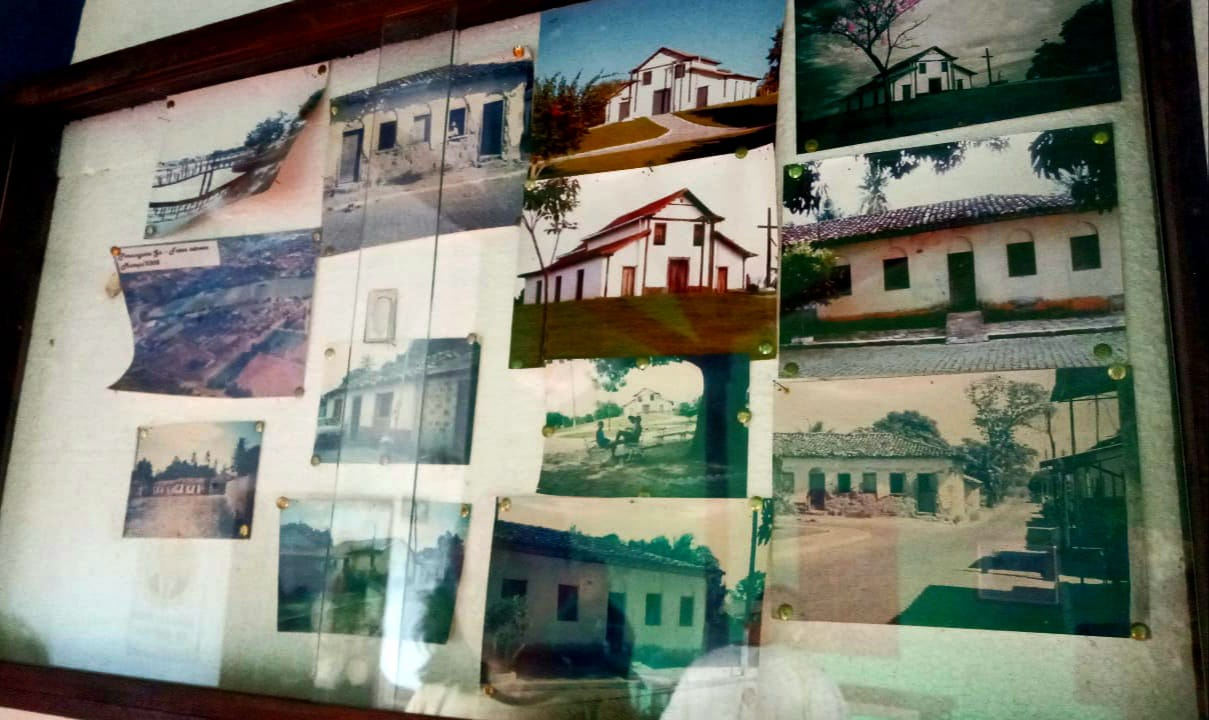

Existem inúmeros itens de importância histórica que estão datados no Acervo do museu. Dentre alguns deles estão, registros do Ministério da Agricultura, fotos, quadros, ilustrações, estátuas e jornais antigos. Há ainda, mais de 140 peças de cerâmicas datando do período pré-colonial do Sítio Histórico de Porangatu, pertencente à tribo dos avás-canoeiros e um pano bordado pela mãe de Ângelo Rosa em 1914, além de vários itens do falecido proprietário do local.